# Busco novio para mi mujer
Busco novio para mi mujer és una pel·lícula mexicana de comèdia romàntica dirigida per Enrique Begne amb un guió coescrit pel mateix Begne, Leticia López Margalli, i Gabriel Ripstein basat en la pel·lícula argentina Un novio para mi mujer de Juan Taratuto del 2008.

## Sinopsi
Fart de la seva irritant i desconcertant esposa Dana, sempre de mal humor, Paco idea un pla per acabar amb el seu matrimoni: contracta a un faldiller i seductor professional "El Taiger" per treure's la seva dona del damunt. Les coses, però, no surten com ell espera.

## Repartiment
- Arath de la Torre - Paco
- Sandra Echeverría -Dana
- Jesús Ochoa - El Taiger
- Alejandro Cuétara - Gabriel

## Estrena
Busco novio para mi mujer es va estrenar als cinemes de Mèxic el 12 de febrer de 2016 i als Estats Units el 19 de febrer de 2016. La pel·lícula va recaptar 1.133.078 dòlars el primer cap de setmana, situant-se en segon lloc per darrere de Deadpool (7,141,097 dòlars).
La pel·lícula va rebre crítiques positives per part de la crítica. A Rotten Tomatoes, la pel·lícula té una puntuació del 78% basada en 9 comentaris, amb una puntuació mitjana de 4,75/10.

## Nominacions
En la 46a edició de les Diosas de Plata fou nominada a cinc premis: millor actor, millor coactuació masculina, revelació masculina, actriu de quadre i millor cançó.